# 1er mai 1964
Le vendredi 1 mai 1964 est le 122e jour de l'année 1964.

## Naissances
- Brigitte Aubry, actrice française
- Edward McMullen, diplomate américain,  ambassadeur des États-Unis auprès de la Suisse et du Liechtenstein
- Espen Barth Eide, homme politique norvégien
- Fantani Touré (morte le 3 décembre 2014), chanteuse et compositrice malienne
- Franziska Roth, femme politique suisse
- Hisataka Fujikawa, footballeur japonais
- Julien Cafaro, acteur français
- Lady Sarah Chatto, artiste-peintre britannique
- Scott Coffey, acteur et cinéaste américain
- Thierry Vendome, artiste joaillier français
- Yvonne van Gennip, patineuse de vitesse néerlandaise

## Décès
- Aaron Nissenson (né le 9 octobre 1898), poète juif
- Cristòfor Taltabull i Balaguer (né le 28 juillet 1888), compositeur et pédagogue espagnol
- Gustav-Adolf von Zangen (né le 7 novembre 1892), général allemand
- Josie Bassett (née le 17 janvier 1874), éleveuse américaine
- Nikolay Dukhov (né le 8 novembre 1904), ingénieur soviétique
- Walter Aßmann (né le 22 juillet 1896), militaire allemand

## Événements
- Le premier programme informatique écrit en langage BASIC est exécuté au Dartmouth College[1].
- Création de l'enseigne Biba
- Création du club de football portugais Condestável Atlético Clube
- Création de l'escadron de transport 82 Maine de l'armée française